# راؤول ميريلس
راؤول جوزيه ترينداد ميريلس (بالبرتغالية: Raul José Trindade Meireles‏)، (من مواليد 17 مارس 1983 في بورتو، البرتغال)، لاعب كرة قدم برتغالي سابق كان يجيد اللعب في مركز وسط الميدان.
بدأ مسيرته الكروية مع ديبورتيفو داس أيفيس في عام 2001، ولعب معهم حتى عام 2003، وشارك معهم في 42 مباراة وسجل هدف واحد، وفي موسم 2003/2004 انتقل إلى نادي بوافيستا، ولعب معهم 24 مباراة، وفي عام 2004 انتقل إلى نادي بورتو
و انتقل عام 2010 إلى نادي ليفربول الإنجليزي ليلعب معهم موسم واحد فقط
في 31 آب 2011 ، وقع ميريليس لتشيلسي في صفقة لمدة أربع سنوات بقيمة 12 مليون جنيه استرليني
بدأ باللعب مع منتخب البرتغال لكرة القدم في عام 2006.
ألقابه
بورتو
الدوري البرتغالي : 2005-06 ، 2006-07 ، 2007-08 ، 2008-09
تاكا دي البرتغال : 2006، 2009، 2010
Supertaça كانديدو دي اوليفيرا : 2006، 2009، 2010
مع المنتخب
كأس الأمم الأوروبية لكرة القدم بطولة تحت 16 : 2000
فرد
PFA 'لاعب لشهر : فبراير 2011
PFA 'لاعب السنة : 2010-11

## مسيرته الكروية

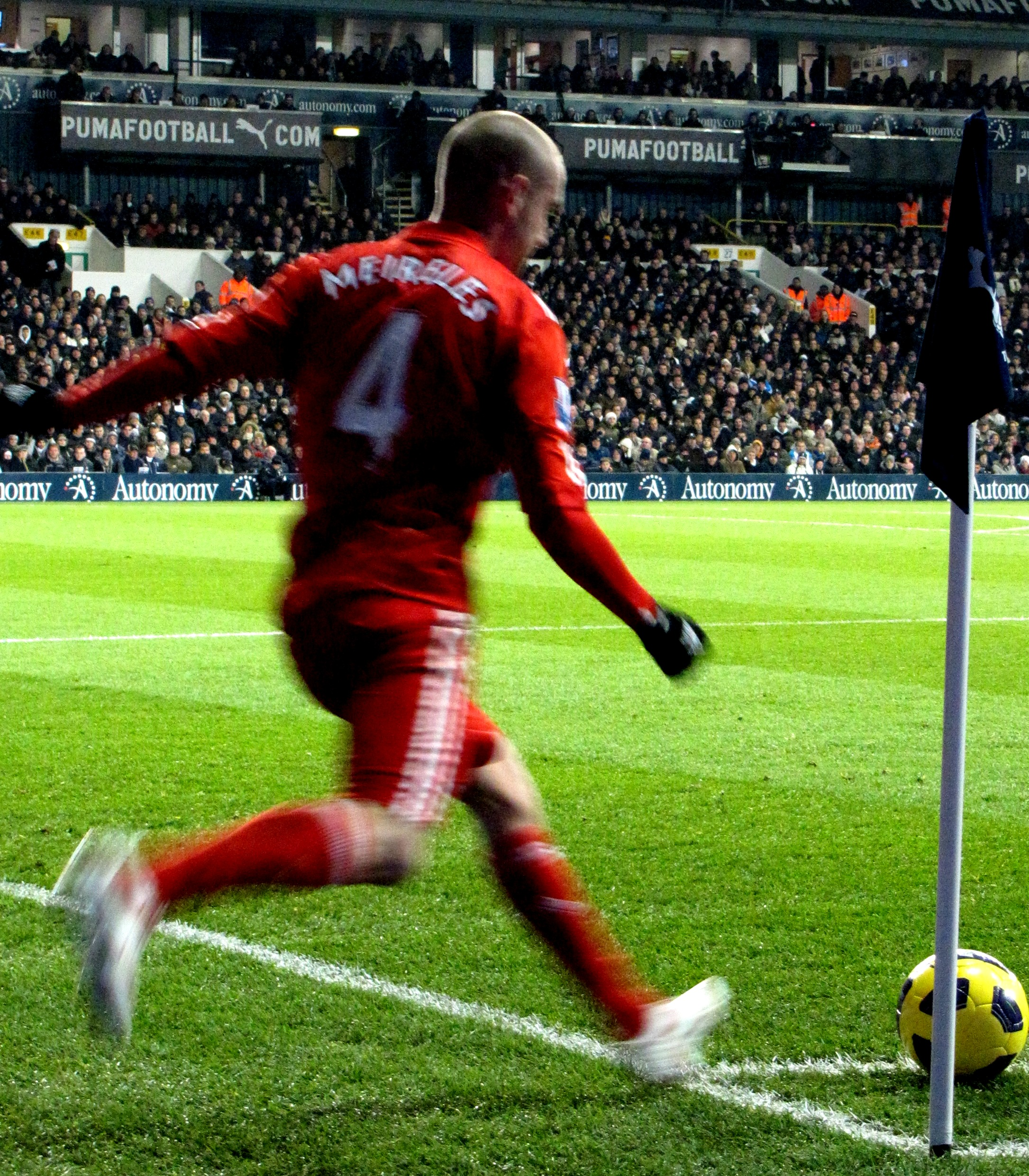
راؤول ميريلس

لعب راؤول ميريلس خلال مسيرته الاحترافية مع 6 أندية في سبعة عشر موسمًا وسجل خلالها 29 هدفًا ضمن 350 مباراة. حيث فاز في خمسة مواسم بالكأس وفي خمسة مواسم بالدوري.
خاض راؤول ميريلس مسيرته مع نادي ديبورتيفو داس أيفيس في موسم 2001–02 ولمدة موسمين، مشاركًا في 42 مباراة سجل خلالها هدفًا واحدًا. ثم انتقل إلى نادي بوافيشتا في موسم 2003–04 لمدة موسم واحد، حيث شارك في 29 مباراة ولم يسجل أي هدف. لينتقل بعدها إلى نادي بورتو في موسم 2004–05 ليلعب معه ستة مواسم، مشاركًا في 137 مباراة سجل خلالها 15 هدفًا. ثم انتقل إلى نادي ليفربول في موسم 2010–11 ولمدة موسمين، مشاركًا في 35 مباراة سجل خلالها 5 أهداف. هذا وانتقل لاحقًا إلى نادي تشيلسي في موسم 2011–12 ولمدة موسمين، مشاركًا في 31 مباراة سجل خلالها هدفين. ثم انتقل بعدها إلى نادي فنربخشة في موسم 2012–13 ليلعب معه أربعة مواسم، مشاركًا في 76 مباراة سجل خلالها 6 أهداف.

## روابط خارجية
- راؤول ميريلس على موقع الاتحاد الدولي (مؤرشف)  (الإنجليزية)
- راؤول ميريلس على موقع الاتحاد الأوربي (الإنجليزية)
- راؤول ميريلس على موقع اتحاد تركيا (لاعب) (الإنجليزية)
- راؤول ميريلس على موقع قاعدة بيانات كرة القدم.إي يو (الإنجليزية)
- راؤول ميريلس على موقع بيانات كرة القدم. دي إي (الألمانية)
- راؤول ميريلس على موقع ناشيونال فوتبول تيمز (الإنجليزية)
- راؤول ميريلس على موقع Soccerbase.com (لاعب) (الإنجليزية)
- راؤول ميريلس على موقع Soccerway.com (الإنجليزية)
- راؤول ميريلس على موقع عالم كرة القدم.نت (الإنجليزية)
- راؤول ميريلس على موقع كووورة